# Calle de Barceló
La calle de Barceló es una vía pública de la ciudad española de Madrid, situada en el barrio de Justicia, distrito Centro, y que une la calle de Fuencarral con la de Mejía Lequerica.

## Historia

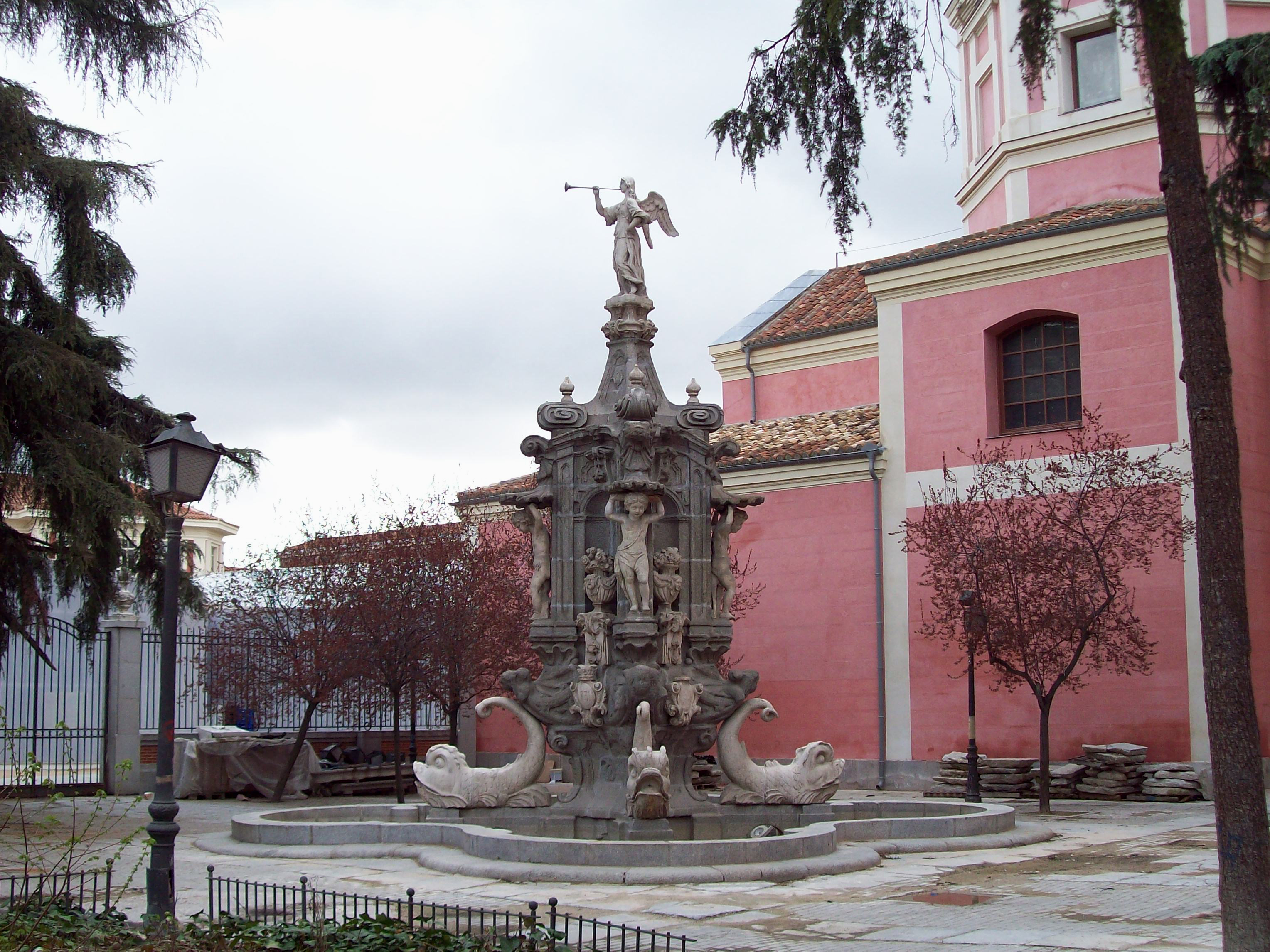
Fuente de la Fama.

Comienza en la calle de Fuencarral y, discurriendo en dirección oeste-este, termina en calle de Mejía Lequerica. Sin embargo Carlos Cambronero e Hilario Peñasco de la Puente, en su obra Las calles de Madrid de 1889, la hacen terminar en la calle Churruca, tramo que hoy día corresponde en exclusiva a la primera manzana de la vía, desde Fuencarral. El nombre de la calle, que fue abierta en el siglo XIX, hace referencia al marino y militar del siglo XVIII, Antonio Barceló.
En el número 6 de la calle se alzaba en el pasado el Mercado de Barceló, inaugurado en 1956. En 2010 se demolió el edificio, para ser sustituido por un nuevo edificio en 2014. En el número 11 se encuentra el Cine Barceló, un edificio de corte racionalista proyectado por Luis Gutiérrez Soto en 1930, que entre 1980 y 2013 estuvo ocupado por la discoteca Pachá.
También se ubican en la calle el colegio Isabel la Católica, antiguo grupo escolar Pablo Iglesias, un edificio proyectado por Bernardo Giner de los Ríos y Antonio Flórez Urdapilleta y construido entre 1931 y 1933, durante la Segunda República. y el Real Hospicio de San Fernando, sede del Museo de Historia de Madrid.

## Referencias

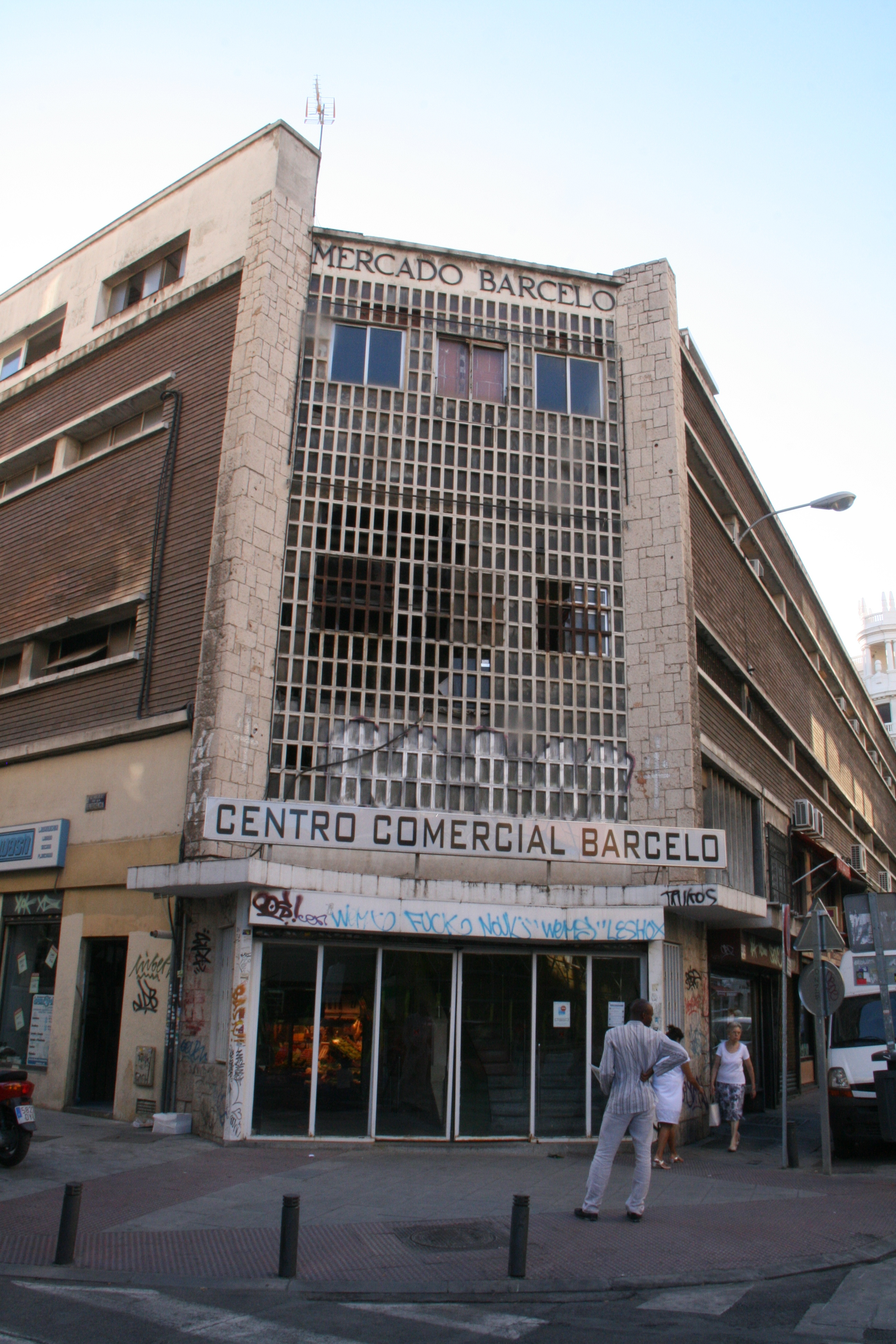
Mercado de Barceló.